# Кызылбаши в Афганистане

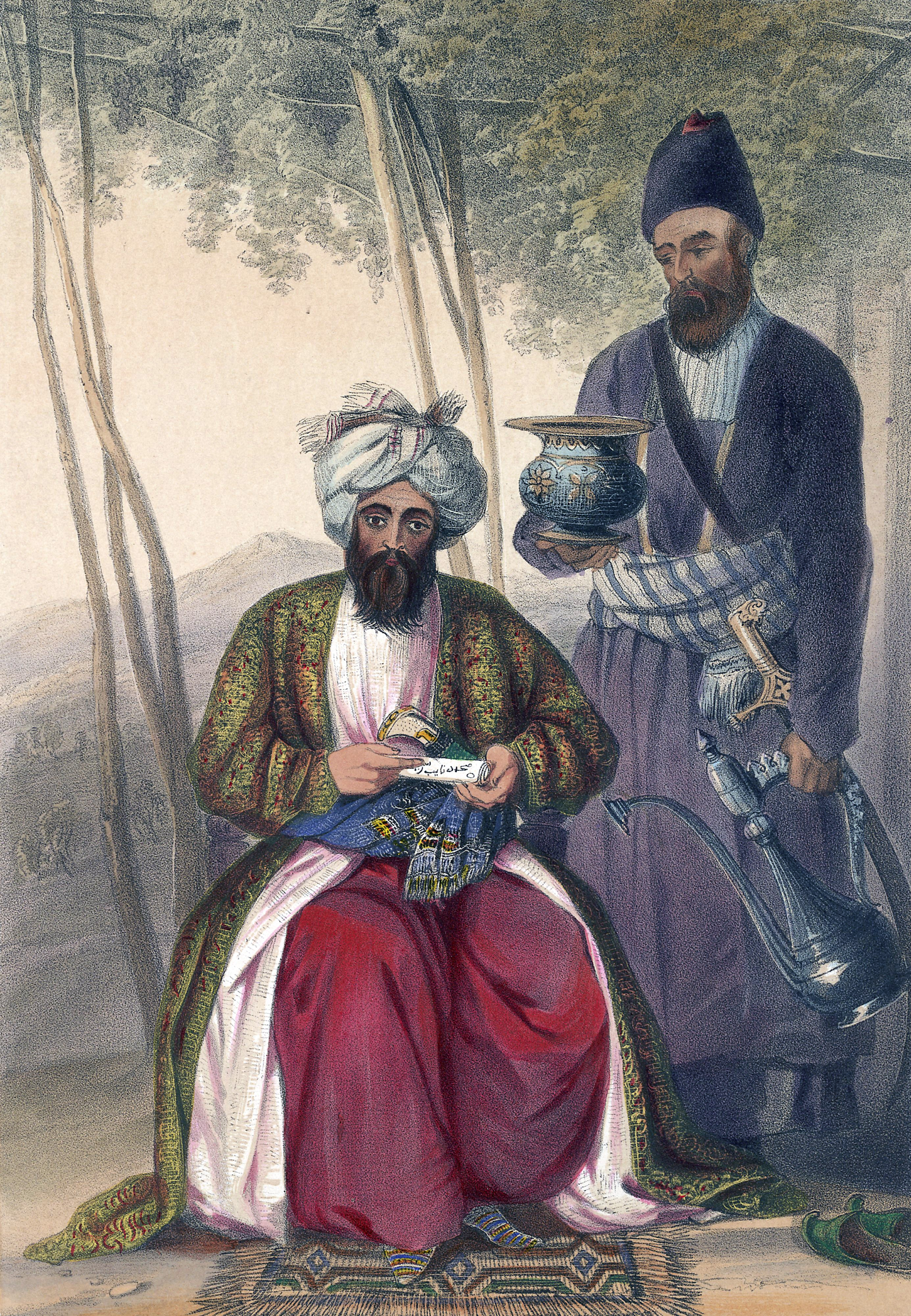
Афганские кызылбаши, XIX век

Кызылбаши в Афганистане (азерб. Əfqanıstan qızılbaşları) — часть азербайджанского этноса и этническая группа населения Афганистана, являющаяся этническим меньшинством страны. Название племени афшаров, которые являются одной из составных частей кызылбашской общины, иногда в целом относят ко всем кызылбашам Афганистана.
Согласно Г. Ф. Дебецу, БРЭ и Joshua Project, основной язык кызылбашей Афганистана — дари. Кызылбаши в окрестностях Кабула (северной части) и в Чандаульском квартале столицы, а также в городе Герат, разговаривают на диалекте азербайджанского языка. Согласно афганским данным, кызылбаши живут в Кабуле, Газни, Кандагаре и в нескольких других городах. Будучи среди самых образованных групп, они часто становились представителями профессионального и государственного общества.

## Структура
Афганские кызылбаши разделяются на несколько групп: афшары, джеванширы и мурад-хани, а также баяты, шахсевены, шамлу, ансарлу и шах агаси. Согласно данным энциклопедии 1885 года, джаванширы происходили из Шуши и составляют основную часть кызылбашей и делились на такие части как Курт, Шах Сумунд, Сиях Мансур и т. д.. С именем мурад-хани связан квартал в историческом центре Кабула. Также в Афганистане существует ряд населенных пунктов, связанных с афшарами, например, квартал Афшари Бала в Кабуле, села Нанакчы и Тепе между Кабулом и Гератом, сёла Абшар и Абшара возле Герата. Кызылбаши также занимают фортифицированный квартал Чандол в Кабуле. Согласно данным конца XIX века, кызылбаши проживали в Кабуле, Герате, Кандагаре и Афганском Туркестане.
По данным на 1885 год всё ещё сохраняли свой язык и говорили на персидском и тюрки.
Уже в 1957 году Лайош Лигети сообщал, что, хоть и в Нанакчы афшары билингвы, в Тепе тюркский язык исчез, а в селе Бамиан на нем говорят несколько стариков.

Касательно кызылбашей Кандагара Дебец Г. Ф. в свое статье в журнале «Советская этнография» (1967) давал следующую информацию: 
Это городские жители Кандагара: торговцы, ремесленники, интеллигенты. Шииты. Говорят на дари. Отчетливо помнят, что их предки пришли в XVIII в. из Ирана с  Надир-шахом Афшаром. Но в отличие от афшаров Кабула, по-тюркски не говорят и утверждают, что и предки их никогда не говорили. Термин «кизилбаши» сами никогда не употребляют.
В целом кызылбаши Афганистана исповедуют ислам шиитского толка.

## История

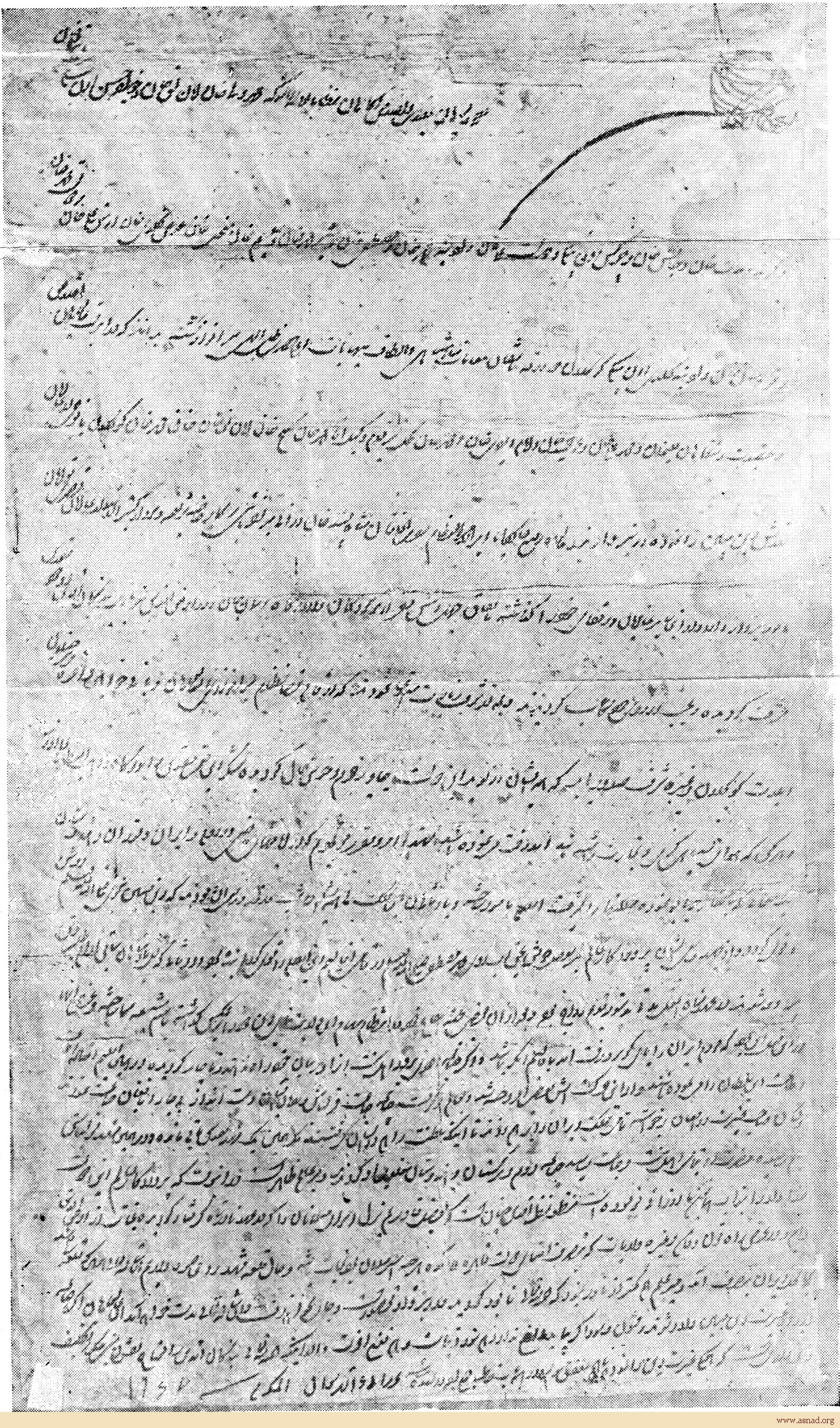
Фирман Ахмад шаха Дуррани о приглашении кызылбашей из Хорасана

Кызылбаши (что на тюркском значит «красноголовые») исторически — представители семи тюркских племён (устаджлу, шамлу, никалу или текели, бахарлу, зулькадар, каджар, афшар), прозванные так по их красному головному убору.
Согласно ориентологической энциклопедии 1885 года под редакцией Эдварда Балфура, история кызылбашей в Афганистане начинается с походов Надир-шаха, после которых определенная часть кызылбашей осталась в Афганистане. После смерти Надир-шаха кызылбаши в Афганистане в количестве 300 человек были наняты полководцем Надир-шаха афганцем Ахмад Абдали, в будущем ставшим шахом Дурранийской империи под именем Ахмад-шах Дуррани. В дальнейшем хорошее отношение Ахмад-шаха привело к притоку в Афганистан кызылбашей из окрестностей Тебриза, Мешхеда, Кермана, Шираза. О прибытии кызылбашей с Надир-шахом свидетельствует фольклор кабульских афшаров. Главы кызылбашей, наряду с главами дуррани, белуджей и хазарейцев, упомянуты присутствующими при коронации Ахмад-шаха Дуррани в октябре 1747.
Кызылбаши, по сообщениям источников, играли важную роль в военно-политической жизни Афганистана на протяжении значительной части его истории. Так, например, митрополит Хрисанф сообщал, что гвардия афганского правителя Тимур-шаха Дуррани, состояла из 20 тысяч человек, из которых 12 тысяч были кызылбашами под командой сардара Мухаммед-хана Баята. Английский путешественник Александр Бёрнс сообщал, что при правителях Кабула (Афганистана) кызылбаши составляли охрану шаха и были движущей силой государства. Согласно британскому историку XIX века Эльфинстону, они составляли треть Гулямханы (гвардии) дурранийских шахов, при этом являлись лучшей частью. Эти же данные в дальнейшем давал советской историк Ганковский, указывавший, что кызылбаши составляли треть гвардейского кавалерийского корпуса (Гулам Хана или Гулям-Шахи), который являлся ядром афганской армии.
Элитная кавалерия пишхидметов (личные слуги короля), экипированная лучше всех в дурранийской армии, также обычно состояла из кызылбашей.
Как указывал Ю. В. Ганковский, кызылбаши нередко достигали в Дурранийской империи высоких постов, а среди придворных были, к примеру, родственники Надир-шаха и представители династии навабов Ауда. Последние были потомками тюркской династии Кара-Коюнлу. Младшие братья и сыновья кызылбашей, служивших при дворе шаха, наряду с дуррани, составляли двор наместника Герата.
В бытность наместником Лахора (назн. в 1757) будущего шаха Тимура Дуррани его также состояло, наряду с местными мусульманами, из кызылбашей.
Кызылбаши участвовали также в Третьей Панипатской битве (1761), одной из крупнейших битв XVIII века, в войске Ахмад-шаха Дуррани против Маратхи. Неизвестный кызылбашский хан (в источнике указан как Khan Kaizelbashi) упоминался в числе основных командующих афганской армии.
При Дуррани кызылбаши были настолько могущественны, что Ахмад-шах во избежание гражданской войны послал их завоевывать Балх, что они сделали с лёгкостью.
Во время междоусобицы между дурранийскими претендентами на престол в Афганистане шииты-кызылбаши были опорой шаха Махмуда (1801—1803; 1809—1819). Кызылбаши также сохранили свой статус после смены династии Дуррани династией Баракзаи. Так, последние дурранийские шахи Заман (1793—1801) и Шуджа (1803—1809) обращались с кызылбашами резко, вследствие чего те примкнули к Хаджу Джумалу и Паинда Хану, отцу первого эмира Афганистана Дост Мухаммед Хана. Мать последнего была из кызылбашей-джаванширов, что придавало ему большой вес. С кызылбашами и гостями из Туркестана Дост Мухаммед говорил на тюрки.
Согласно данным конца 1850-х годов, во времена Афганского Эмирата кызылбашские лидеры были одними из наиболее богатыми, интеллигентными и влиятельными людьми в Кабуле и в целом были одним из сильных фракций в государстве. У эмиров Кабула кызылбаши служили телохранителями и были известны как Гулам-Хани и Гулам-и-Шах. Будучи отличными конниками, кызылбаши составляли основу кавалерии и артиллерии эмира; кроме того они были представлены в нерегулярной коннице Британской Индии. Также в Афганистане кызылбаши занимались купечеством, мелкой торговлей, работали врачами, секретарями и слугами. Уже во второй половине XIX века, согласно майору Хастингсу, хотя кызылбаши всё ещё представляли определённую силу, их власть не могла сравниться с былой.
В дальнейшем шииты-кызылбаши подверглись террору со стороны эмира Абдур-Рахмана (1880—1901), а в конце XX века и талибов. Во время власти Талибана в 1996—2001 годах многие кызылбашские семьи были изгнаны из Мурад Хане, однако там остались потомки кызылбашей.

## Численность
В начале XIX века основная часть населения Кабула состояла из таджиков, кызылбашей и отчасти хазарейцев. По данным 1838 года в Кабуле проживало 4000 кызылбашских семей и в случаи войны кызылбаши могли поставить от 4 до 5 тысяч ополченцев. «Журнал политической миссии в Афганистан в 1857» даёт информацию о 200 тысяч кызылбашах. Согласно данным 1873 в Кабуле проживало около 10 тысяч кызылбашей. Джеванширы состояли из 2500 семей и проживали в Кабуле в отдельном квартале Чандол, окруженном высокими стенами. Около 300 семей афшаров проживало в сильной крепости в трех милях от Кабула. Мурад Хани насчитывало 1500 семей. Кроме того, 700 семей проживало в крепости Баят. В 1885 в Афганистане кызылбашей насчитывалось 150 тысяч. В 1960-х годах согласно разным источникам в Афганистане проживало от 30 до 350 тысяч афшаров.
По данным на 1996 год кызылбаши составляли 1,0 % 24-миллионного населения Афганистана.
В 1997 году Федеральный исследовательский отдел США оценивал численность кызылбашей в Афганистане в 50 тысяч человек.
Согласно Аднану Мендересу Кая к 2004 году в Афганистане проживало от 30 до 400 тысяч афшаров.
По оценкам издания Global Prayer Digest в 2013 году в Афганистане проживало от 60 до 200 тысяч кызылбашей.